# جون جي. بارنارد
جون جي. بارنارد (بالإنجليزية: John G. Barnard)‏ هو ضابط أمريكي، ولد في 19 مايو 1815 في شيفيلد ‏ في الولايات المتحدة، وتوفي في 14 مايو 1882 في ديترويت في الولايات المتحدة.